# Ernest Delacuvellerie
Ernest Delacuvellerie, né le 17 janvier 1870 à Ath et mort le 5 novembre 1942 à Bruxelles, est un ingénieur verrier belge. 

## Biographie
Ernest Simon Xavier Delacuvellerie, né le 17 janvier 1870 à Ath, est le fils de Xavier Jean-Baptiste Delacuvellerie, négociant, et d'Adelaïde Leroy. Le 6 juillet 1909, il épouse Camille Verstraete à Anvers.
Il étudie à l'École spéciale des mines et des arts et manufactures de Liège, aujourd'hui intégrée à l'Université de Liège, où il décroche un diplôme d'ingénieur des mines en 1894.
Il commence sa carrière aux verreries Jonet à Lodelinsart dont il devient directeur technique en 1905. En 1909, il entre au service d'Émile Fourcault aux verreries de Dampremy et devient son proche collaborateur. Ils travaillent ensemble au développement de l'étirage mécanique du verre. À la mort d'Émile Fourcault en 1919, il devient administrateur-délégué de la Société des Brevets Fourcault et administrateur-délégué de la S.A. des Verreries de Dampremy. 
Pendant la Première Guerre mondiale, Ernest Delacuvellerie est président de la Commission Administrative des Hospices Civils de Charleroi. 
En 1923, il crée la Société des verreries de Dampremy-Zeebrugge, participe à la constitution des verreries de Gilly en 1924 et à celle des Verreries Mécaniques de Charleroi à Montignies-sur-Sambre. Il prendra encore part à la formation du Comptoir de vente des Produits Fourcault et à l'Irish Glass Bottle Factory à Dublin. 
En 1930, il collabore à la mise sur pied de l'Union des Verreries Mécaniques Belges.
À la suite de son décès le 5 novembre 1942, il est inhumé au cimetière de Saint-Josse-ten-Noode.